# Parastrangalis mitonoi
Parastrangalis mitonoi är en skalbaggsart som först beskrevs av Hayashi och Iga 1951.  Parastrangalis mitonoi ingår i släktet Parastrangalis och familjen långhorningar.
Artens utbredningsområde är Taiwan. Inga underarter finns listade i Catalogue of Life.